# کولپ
کولپ (به ترکی استانبولی: Kulp) شهری است در کشور ترکیه که در استان دیاربکر واقع شده‌است. جمعیت این شهر بر اساس سرشماری سال ۲۰۰۸ میلادی ۱۰٬۶۱۶ نفر و بر اساس برآوردهای سال ۲۰۰۹ میلادی ۹٬۷۵۸ نفر می‌باشد.